# بايرن ميونخ موسم 1999–2000
كان موسم 1999–2000 الموسم الـ101 في تاريخ نادي بايرن ميونخ والموسم الـ35 له تواليًا في الدرجة الأولى من الدوري الألماني. حقق نادي بايرن ميونخ لقب الدوري للمرة الثانية على التوالي، وبطولة كأس ألمانيا للمرة الثالثة على التوالي، وكأس ألمانيا 1999–2000.